# Cachoeira da Piabinha
A Cachoeira da Piabinha  é uma queda d'água localizada no Parque Municipal de Mucugê na Chapada Diamantina, na cidade brasileira de Mucugê, região central da Bahia.

É uma das atrações naturais do Parque Municipal, sendo bastante visitada por estar situada próxima à sede, numa caminhada de cerca de três minutos. O acesso à área de proteção é controlado e é cobrada uma pequena taxa ao visitante. É considerada "uma leve queda-d'água" e fica a cerca de um quilômetro e meio do rio Tiburtino.